# Соня Пусен
Соня Пусен (на френски: Sonia Poussin) е френска пътешественичка и писателка. Най-известна е с пътуването си пеша през цяла Африка.

## Биография
Първото им пътуване, със съпруга ѝ Александър Пусен, е с велосипеди през 1993-1994 г., като преминават през 35 страни и са с бюджет от само 1000 долара. Описват го в първата си книга "On a roulé sur la terre", издадена през 1996 г.
През 1997 г. правят голям преход през Хималаите, от Бутан до Таджикистан. С приятеля им Силвен Тесон изминават без прекъсване 5000 km пеша, за шест месеца, за да обиколят всички загубени долини и царства: Бутан, Сиким, Кумбу, Ролуолинг, Манаслу, Мустанг, Долпо, Хумла, Нгари, Тибет, Ладак, Занскар, Кашмир, Афганистан, Таджикистан ... За него написват втората си книга – "La marche dans le ciel", публикувана през 1998 г. Водят и предаване по националната телевизия.
В следващия преход изминават 14 000 км за три години и три месеца, като стават първите хора, преминали пеша Африка от нос Добра Надежда до Тивериадското езеро. Пътуването им е представено в двата това на „Да прекосиш Африка“ (Вакон, 2006). Сниман е и филм със заглавие "Аfrika Trek".
Соня и Александър Пусен гостуват в България през 2012 г.